# Teleki Tibor (nyelvész)
Teleki Tibor (Fülek, 1935. május 31. - Nyitra, 1990. szeptember 19.) szlovákiai magyar nyelvész, főiskolai oktató.

## Élete
Komáromban érettségizett 1953-ban, majd 1957-ben a pozsonyi Pedagógiai Főiskolán szerzett tanári oklevelet.
Gimnáziumi tanár lett Füleken, majd 1961–1971 között a nyitrai Pedagógiai Főiskola Magyar Nyelv és Irodalom Tanszékének adjunktusa. A Nyitrai rezolúció aláírását követően az ún. normalizáció politikai tisztogatásai során állásából elbocsátották. Csaknem húsz éven keresztül egy nyitrai építővállalat felügyelője, anyagbeszerzője, termelésirányítója volt. A bársonyos forradalom után rehabilitálták, és újból a nyitrai Pedagógiai Főiskola adjunktusa lett.
Kutatásaiban a földrajzi nevekkel, a nyelv- és irodalomtanítás módszertanával, és a bilingvizmus kérdéseivel foglalkozott. Főiskolai és gimnáziumi tankönyveket is írt.

## Művei
- 1964 Gondolatok gondolatokat szülnek. Irodalmi Szemle 1964/1
- 1969 Gondolkodáslélektani szempontok. Irodalmi Szemle
- 1969 Az Új Ifjúság nyelvi hibái. Irodalmi Szemle 1969/7